# Bataille de Baxi
Campagne de Hanzhong
La bataille de Baxi (chinois simplifié : 巴西之战 ; chinois traditionnel : 巴西之戰 ; pinyin : Bāxī Zhī Zhàn), qui a lieu en 215, à la fin de la dynastie Han, oppose les troupes du seigneur de guerre Liu Bei, qui sont commandées par le général Zhang Fei, à celles de son rival Cao Cao, qui sont sous les ordres du général Zhang He. Cette bataille, qui se conclut par la victoire des troupes de Liu Bei, est le prélude à un conflit de plus grande échelle, la campagne de Hanzhong, qui s’achèvera par la victoire finale de Bei et l'annexion de la commanderie de Hanzhong par ce dernier.

## Situation avant la bataille
En 214, Liu Bei achève la conquête de la Province de Yi, après avoir définitivement vaincu le seigneur de guerre Liu Zhang. De son côté, en 215, Cao Cao réussit à conquérir la commanderie de Hanning (漢寧郡), grâce à la victoire qu'il remporte sur les troupes du seigneur de guerre Zhang Lu, lors de la bataille de Yangping. Après avoir récompensé ses hommes et ceux qui l'ont rejoint, Cao rebaptise Hanning en "commanderie de Hanzhong" et repart pour Ye (鄴), la capitale de son domaine. Il laisse derrière lui son cousin Xiahou Yuan et son général Zhang He pour défendre ses nouvelles conquêtes et la vallée de la rivière Han.
Zhang He prend alors le commandement de plusieurs bataillons, qu'il détache du gros des troupes, et marche vers le sud en direction de Baxi, afin d'évacuer les habitants de la région pour les envoyer à Hanzhong.
La prise de Hanzhong par Cao Cao est une très mauvaise nouvelle pour Liu Bei, car cette ville est le point d'entrée par le nord de ses nouveaux territoires, ce qui signifie que Cao peut attaquer et envahir la province de Yi quand il le désire. Avant même la fin de la conquête de Hanning par Cao Cao, Li Bei s'empare de Bazhong, une ville située au sud de la commanderie, non loin de Baxi.

## La bataille
En marchant sur Baxi, Zhang He passe par Dangqu, Mengtou et Dangshi, puis il trouve les soldats de Zhang Fei. Les combats entre les deux armées durent à peu près 50 jours.
Zhang Fei a sous ses ordres plus de 10 000 soldats d'élite, bien mieux entraînés et plus mobiles que ceux de son adversaire. Ayant repéré les mouvements des troupes de Zhang He, il prend une autre route qui rejoint celle empruntée par les soldats de Cao Cao, puis tend une embuscade à He. Au début de sa marche sur Baxi, Zhang He avait divisé ses troupes en plusieurs bataillon, afin de procéder le plus vite possible à l'évacuation des habitants de la zone. Or, ces bataillons sont isolés les uns des autres et incapables de se secourir l'un l'autre, car le terrain est très accidenté et montagneux dans la région. Zhang Fei profite de sa mobilité pour infliger une défaite à Zhang He qui n'a pas d'autre choix que de se replier. Lorsqu'il revient à Nanzheng, He n'a plus avec lui que quelques douzaines d'hommes.

## Conséquences
Zhang He n'a pas réussi à vider la région de Baxi de sa population et a chassé les troupes de Liu Bei de la zone. Ainsi, lorsque ce dernier lance sa campagne pour annexer Hanzhong, il réussit à s'emparer facilement de Baxi pour l'utiliser comme base arrière.